# Fourierova vrsta
Fourierove vrste v matematiki omogočajo razstavljanje poljubne periodične funkcije ali periodičnega signala v vsoto (po možnosti končno) skupine periodičnih funkcij kot sta sinus in kosinus. Proučevanje Fourierovih vrst je veja Fourierove analize.
Tako se lahko na primer funkcijo {\displaystyle S(x)\!\,} razvije v neskončno vrsto po sinusih:
{\displaystyle S(x)=b_{1}\sin x+b_{2}\sin 2x+b_{3}\sin 3x+\cdots =\sum _{n=1}^{\infty }b_{n}\sin nx\!\,.}
Lahko pa se neko drugo funkcijo {\displaystyle C(x)\!\,} razvije v neskončno vrsto po kosinusih:
{\displaystyle C(x)=b_{0}+b_{1}\cos x+b_{2}\cos 2x+b_{3}\cos 3x+\cdots =b_{0}+\sum _{n=1}^{\infty }b_{n}\cos nx\!\,.}
Pri tem obe funkciji ohranita nekatere osnovne značilnosti, kot so periodičnost, lihost (ali sodost), vrednost pri {\displaystyle x=0\!\,} in {\displaystyle x=\pi \!\,}.  
Imenujejo se po francoskem fiziku in matematiku Josephu Fourieru (1768–1830).

## Definicija

### Fourierov obrazec za periodične funkcije
Naj je periodična funkcija {\displaystyle f(x)\!\,} s periodo {\displaystyle 2\pi \!\,}, ki je integrabilna na intervalu {\displaystyle [-\pi ,\pi ]\!\,}. Števila:
{\displaystyle a_{n}={\frac {1}{\pi }}\int _{-\pi }^{\pi }f(x)\cos(nx)\,\mathrm {d} x,\quad n\geq 0\!\,}
in:
{\displaystyle b_{n}={\frac {1}{\pi }}\int _{-\pi }^{\pi }f(x)\sin(nx)\,\mathrm {d} x,\quad n\geq 1\!\,}
se imenujejo Fourierovi koeficienti za funkcijo {\displaystyle f(x)\!\,}.  
Včasih se uporablja tudi Fourierove vrste za {\displaystyle f\!\,}, ki se jih označuje z:
{\displaystyle (S_{N}f)(x)={\frac {a_{0}}{2}}+\sum _{n=1}^{N}\,[a_{n}\cos(nx)+b_{n}\sin(nx)],\quad N\geq 0\!\,.}
Delne vsote za {\displaystyle f\!\,} so trigonometrični polinomi. Pričakuje se, da funkcije {\displaystyle S_{N}\!\,} za {\displaystyle f\!\,} dajejo približek, ki se približuje vrednosti za {\displaystyle f\!\,}, ko gre {\displaystyle N\!\,} proti neskončnosti. Neskončna vsota v obliki:
{\displaystyle {\frac {a_{0}}{2}}+\sum _{n=1}^{\infty }\,[a_{n}\cos(nx)+b_{n}\sin(nx)]\!\,}
se imenuje Fourierova vrsta za {\displaystyle f\!\,}.
Fourierova vrsta ne konvergira vedno, saj se včasih celo za neko vrednost {\displaystyle x_{0}\!\,} vsota vrste v tej točki razlikuje od vrednosti {\displaystyle f(x_{0})\!\,} te funkcije. Harmonična analiza je področje, ki se ukvarja s konvergenco Fourierovih vrst. Kadar je kvadrat funkcije integrabilen na intervalu {\displaystyle [-\pi ,\pi ]\!\,}, takrat Fourierova vrsta konvergira skoraj v vsaki točki. Predpostavi se lahko, da Fourierova vrsta konvergira v vsaki točki razen v točkah nezveznosti.     

## Zgled
V zgledu se obravnava žagasti val in se ga razvije v Fourierovo vrsto. Žagasti val se opiše z naslednjo funkcijo:
{\displaystyle f(x)=x,\quad \mathrm {za} -\pi <x<\pi \!\,,}
{\displaystyle f(x+2\pi )=f(x),\quad \mathrm {za} -\infty <x<\infty \!\,.}
V tem primeru se dobi za Fourierove koeficiente:
{\displaystyle {\begin{aligned}a_{0}&{}={\frac {1}{\pi }}\int _{-\pi }^{\pi }x\,\mathrm {d} x=0.\\a_{n}&{}={\frac {1}{\pi }}\int _{-\pi }^{\pi }x\cos(nx)\,\mathrm {d} x=0,\quad n\geq 0.\\b_{n}&{}={\frac {1}{\pi }}\int _{-\pi }^{\pi }x\sin(nx)\,\mathrm {d} x=-{\frac {2}{n}}\cos(n\pi )+{\frac {2}{\pi n^{2}}}\sin(n\pi )=2\,{\frac {(-1)^{n+1}}{n}},\quad n\geq 1.\end{aligned}}}
Lahko se dokaže, da Fourierova vrsta konvergira k vrednosti {\displaystyle f(x)\!\,} v vsaki točki, kjer je funkcija {\displaystyle f\!\,} diferenciabilna. Torej se lahko zapiše:
{\displaystyle {\begin{aligned}f(x)&={\frac {a_{0}}{2}}+\sum _{n=1}^{\infty }\left[a_{n}\cos \left(nx\right)+b_{n}\sin \left(nx\right)\right]\\&=2\sum _{n=1}^{\infty }{\frac {(-1)^{n+1}}{n}}\sin(nx),\quad \mathrm {za} \quad x-\pi \notin 2\pi Z.\end{aligned}}}

## Eksponentna Fourierova vrsta
Uporabi se Eulerjev obrazec, ki ima obliko:
{\displaystyle e^{inx}=\cos(nx)+i\sin(nx)\!\,,}
kjer je:
- {\displaystyle i\!\,} – imaginarna enota

S tem se dobi bolj zgoščeno obliko za Fourierovo vrsto:
{\displaystyle f(x)=\sum _{n=-\infty }^{\infty }c_{n}e^{inx}\!\,.}
Fourierovi koeficienti pa so:
{\displaystyle c_{n}={\frac {1}{2\pi }}\int _{-\pi }^{\pi }f(x)e^{-inx}\,\mathrm {d} x\!\,.}
{\displaystyle a_{n}={c_{n}+c_{-n}}\quad {\text{ za }}n=0,1,2,\dots \!\,}
{\displaystyle b_{n}=i(c_{n}-c_{-n})\quad {\text{ za }}n=1,2,\dots \!\,}
in:
{\displaystyle c_{n}={\begin{cases}{\frac {1}{2}}(a_{n}-ib_{n})&n>0\\\quad {\frac {1}{2}}a_{0}&n=0\\{\frac {1}{2}}(a_{-n}+ib_{-n})&n<0\\\end{cases}}}
Zelo primerno je uporabiti obliko za {\displaystyle f\!\,} tako, da se dobi obrazec v obliki:
{\displaystyle f(x)=\sum _{n=-\infty }^{\infty }{\hat {f}}(n)\cdot e^{inx}\!\,.}
V tehniki se pogosto uporablja naslednjo obliko:
{\displaystyle f(x)=\sum _{n=-\infty }^{\infty }F[n]\cdot e^{inx}\!\,,}
kjer: 
- {\displaystyle F[n]\!\,} pomeni, da je uporabljena nezvezna domena frekvenc. Zelo pogosto v tehniki spremenljivka {\displaystyle x\!\,} predstavlja čas.

## Fourierove vrste v splošnem intervalu
Obravnava se splošni interval {\displaystyle [a,a+\tau ]\!\,}, kjer je s periodo {\displaystyle \tau \!\,} za vsa realna števila definirana funkcija {\displaystyle g(x)\!\,} s kompleksnimi koeficienti {\displaystyle G(n)\!\,}. Lahko se zapiše:
{\displaystyle g(x)=\sum _{n=-\infty }^{\infty }G[n]\cdot e^{i2\pi {\frac {n}{\tau }}x}\!\,.}
Če je funkcija kvadratno integrabilna (velja: {\displaystyle \int _{-\infty }^{\infty }|f(x)|^{2}\,\mathrm {d} x<\infty \!\,}), v intervalu {\displaystyle [a,a+\tau ]\!\,}, se jo lahko v tem intervalu prikaže z zgornjim obrazcem. To pa pomeni, da takrat, ko se dobi koeficiente za funkcijo {\displaystyle h(x)\!\,} z:
{\displaystyle G[n]={\frac {1}{\tau }}\int _{a}^{a+\tau }h(x)\cdot e^{-i2\pi {\frac {n}{\tau }}x}\,\mathrm {d} x\!\,,}
potem je {\displaystyle g(x)\!\,} povsod na intervalu {\displaystyle [a,a+\tau ]\!\,} enak {\displaystyle h(x)\!\,}. Iz tega sledi, da ima {\displaystyle h(x)\!\,} periodo enako {\displaystyle \tau \!\,} in, da naslednje
- sta {\displaystyle g(x)\!\,} in {\displaystyle h(x)\!\,} povsod enaka, razen na mestih nezveznosti
- {\displaystyle a\!\,} se lahko poljubno izbere. Najpogosteje se izbere {\displaystyle a=0\!\,} in {\displaystyle a=\tau /2\!\,}.

## Fourierove vrste v kvadratu
Definira se lahko tudi Fourierove vrste za dve spremenljivki x in y v kvadratu {\displaystyle [-\pi ,\pi ]\times [-\pi ,\pi ]\!\,}:
{\displaystyle f(x,y)=\sum _{j,k\in \mathbb {Z} }c_{j,k}e^{ijx}e^{iky}\!\,,}
kjer je:
{\displaystyle c_{j,k}={1 \over 4\pi ^{2}}\int _{-\pi }^{\pi }\int _{-\pi }^{\pi }f(x,y)e^{-ijx}e^{-iky}\,\mathrm {d} x\,\mathrm {d} y\!\,.}

## Hilbertov prostor
Če se obravnava Hilbertove prostore, množica funkcij {\displaystyle \{e_{n}=e^{inx},n\in \mathbb {Z} \}\!\,} tvori ortonormalno bazo prostora {\displaystyle L^{2}([-\pi ,\pi ])\!\,} za kvadratno integrabilne funkcije v {\displaystyle [-\pi ,\pi ]\!\,}. Ta prostor je Hilbertov prostor z notranjim produktom za poljubna dva elementa {\displaystyle f\!\,} in {\displaystyle g\!\,}, ki je definiran kot:
{\displaystyle \langle f,\,g\rangle \;{\stackrel {\mathrm {def} }{=}}\;{\frac {1}{2\pi }}\int _{-\pi }^{\pi }f(x){\overline {g(x)}}\,\mathrm {d} x\!\,.}
Osnovne Fourierove vrste v Hilbertovih prostorih se lahko zapiše kot:
{\displaystyle f=\sum _{n=-\infty }^{\infty }\langle f,e_{n}\rangle \,e_{n}\!\,.}
To pa je enakovredno s kompleksno eksponentno obliko (glej zgoraj). Oblika s sinusom in kosinusom tvori ortogonalno množico:
{\displaystyle \int _{-\pi }^{\pi }\cos(mx)\,\cos(nx)\,\mathrm {d} x=\pi \delta _{mn},\quad m,n\geq 1,\!\,}
{\displaystyle \int _{-\pi }^{\pi }\sin(mx)\,\sin(nx)\,\mathrm {d} x=\pi \delta _{mn},\quad m,n\geq 1\!\,}
{\displaystyle \int _{-\pi }^{\pi }\cos(mx)\,\sin(nx)\,\mathrm {d} x=0\,\!\,,}
kjer je:
- {\displaystyle \delta _{mn}\!\,} – Kroneckerjeva delta.

## Značilnosti
Funkcija {\displaystyle f\!\,} pripada {\displaystyle C^{k}(\mathbb {T} )\!\,}, če je {\displaystyle f\!\,} funkcija s periodo {\displaystyle 2\pi \!\,} nad {\displaystyle \mathbb {R} \!\,} in, če je ta k-krat odvedljiva in je k-ti odvod zvezen. Označi se n-ti Fourierov koeficient z {\displaystyle {\widehat {f}}(n)\!\,}.
- če je {\displaystyle f\!\,} periodična liha funkcija, potem so  {\displaystyle a_{n}=0\!\,} za vse {\displaystyle n\!\,}
- če je {\displaystyle f\!\,} periodična soda funkcija, potem so  {\displaystyle b_{n}=0\!\,} za vse {\displaystyle n\!\,}
- če je {\displaystyle f\!\,} integrabilna funkcija velja {\displaystyle \lim _{|n|\rightarrow \infty }{\hat {f}}(n)=0\!\,} ter {\displaystyle \lim _{n\rightarrow +\infty }a_{n}=0\!\,} in {\displaystyle \lim _{n\rightarrow +\infty }b_{n}=0\!\,}. To je Riemann-Lebesguov izrek
- dvojno neskončno zaporedje {\displaystyle \{a_{n}\}\!\,} v {\displaystyle c_{o}\!\,} je zaporedje Fourierovih koeficientov funkcije v {\displaystyle L^{1}[0,2\pi ]\!\,}, če in samo če je to konvolucija v {\displaystyle \ell ^{2}(\mathbb {Z} )\!\,}
- Parsevalov izrek: če je {\displaystyle f\in L^{2}([-\pi ,\pi ])\!\,}, potem je tudi {\displaystyle \sum _{n=-\infty }^{\infty }|{\hat {f}}(n)|^{2}={\frac {1}{2\pi }}\int _{-\pi }^{\pi }|f(x)|^{2}\,\mathrm {d} x\!\,}
- Plancherelov izrek: če so {\displaystyle c_{0},\,c_{\pm 1},\,c_{\pm 2},\ldots \!\,} koeficienti in velja {\displaystyle \sum _{n=-\infty }^{\infty }|c_{n}|^{2}<\infty \!\,}, potem obstaja funkcija {\displaystyle f\in L^{2}([-\pi ,\pi ])\!\,} tako, da velja {\displaystyle {\hat {f}}(n)=c_{n}\!\,} za vsak {\displaystyle n\!\,}
- prvi konvolucijski izrek pravi, da takrat, ko sta  {\displaystyle f\!\,} in {\displaystyle g\!\,} v L1([−π, π]), potem velja tudi {\displaystyle {\widehat {f*g}}(n)=2\pi {\hat {f}}(n){\hat {g}}(n)\!\,}, kjer je ƒ ∗ g konvolucija s periodo {\displaystyle 2\pi \!\,} funkcij {\displaystyle f\!\,} in {\displaystyle g\!\,}
- drugi konvolucijski izrek pravi, da je {\displaystyle {\widehat {f\cdot g}}={\hat {f}}*{\hat {g}}\!\,}.

## Posplošitve
Obstaja več vrst posplošitev Fourierovih vrst. Njihovo proučevanje se imenuje harmonična analiza. 

## Približki in konvergenca Fourierovih vrst
|  |  |  |

Zelo pomembno vprašanje je povezano s konvergenco Fourierovih vrst. Pogosto je treba zamenjati neskončno vrsto {\displaystyle \sum _{-\infty }^{\infty }\!\,} s končno: {\displaystyle (S_{N}f)(x)=\sum _{n=-N}^{N}{\hat {f}}(n)e^{inx}\!\,}. Takšna vrsta se imenuje delna vsota. Želi se vedeti kako vrednost {\displaystyle (S_{N}f)(x)\!\,} konvergira k {\displaystyle f(x)\!\,}, ko gre {\displaystyle N\!\,} proti neskončnosti.

## Divergenca Fourierovih vrst
Fourierove vrste so izredno dobro konvergentne. Vrste, ki bi bile divergentne so zelo redke. V letu 1922 je ruski matematik Andrej Nikolajevič Kolmogorov (1903–1987) v enem svojih del podal primer integrabilne funkcije, katere Fourierova vrsta je skoraj povsod divergentna.